# Yokkaichi Port Building
Le Yokkaichi Port Building (四日市港ポートビル) est un gratte-ciel de 100 mètres de hauteur construit au Japon à Yokkaichi (près de Nagoya) de 1997 à 1999. C'est le plus haut immeuble de la ville de Yokkaichi.
La surface de plancher de l'immeuble est de 13 464 m2.
Les architectes sont les sociétés Ishimoto et Taisei Corporation.